# Købstæder i Danmark
Købstæder i Danmark var indtil kommunalreformen i 1970 bebyggelser med særlige privilegier, typisk opnået ved kongelig indvirken. Disse privilegier indbefattede som regel:
- eneret til håndværk og handel inden for et område, læbælte,
- ret til egen administration (altså adskilt fra oplandets),
- ret til egen domstol,
- fritagelse for visse skatter og endelig
- fritagelse for militærtjeneste/værnepligt.

Derudover kunne eksempelvis religionsfrihed (kendes bl.a. fra Fredericia) være en del af privilegiet.
Den svenske pendant til de danske købstæder var en stad.

## Stadsretternes oprindelse og tildeling
Købstadsrettigheder blev i middelalderen tildelt af byherren, det vil sige den person, som havde overherredømmet over det område, hvorunder købstaden hørte. Det kunne være kongen, men også en hertug (således greven af Holsten, hertuger af Sønderjylland, Nørrejylland og Halland), en ærkebiskop (således for de bornholmske købstæders vedkommende), en biskop (således biskoppen af Roskilde, der var byherre for København), eller abbedissen og konfessoren af et kloster (således Maribo). Tildelte rettigheder gjaldt kun så længe, den pågældende havde overherredømmet og/eller var i live: således havde den svenske konge herredømmet over Skåne i midten af 1300-tallet og udstedte 1353 en stadsret for Malmø, men da Valdemar Atterdag havde genvundet Skåne, fik Malmø en ny stadsret. Hver gang, en konge døde, måtte stadsretten fornyes, og skete det ikke, havde stedet mistet sin særstilling.
Det var imidlertid ikke muligt for en hertug at påtvinge en købstad en bestemt stadsret, hvis stedets indbyggere ikke var enige heri.
Udstedelsen af købstadsrettigheder skete i almindelighed efter anmodning fra stedets (købstadens) indbyggere. De måtte i almindelighed betale en vis afgift for dette gode.
Selve udstedelsen af stadsrettighed skete skriftligt. Ofte var det en kendt og anset stadsrettighed, som byherren gav lov til at måtte bruges af ansøgeren. Sådanne "udlån" af stadsretter skete blandt andet med stadsretterne for København, Lund, Malmø, Odense, Ribe, Roskilde, Slesvig, Viborg, Aalborg og Århus; Tønder fik lov til at anvende Lybæks stadsret. Hvis en byherre fandt, at der var bestemmelser i en stadsret, som ikke passede, var der mulighed for at tage forbeholdt for disse bestemmelsers ibrugtagen. På lignende måde kunne en ufyldestgørende stadsret suppleres med bestemmelser hentet fra andre stadsretter.

## Købstædernes fordeling og beliggenhed
I løbet af middelalderen oprettedes et net af købstæder, der med de tildelte beskyttelsesområder for handel og håndværk dækkede stort set hele kongeriget og Sønderjylland bortset fra Jyllands, Skånes, Hallands og Blekinges indre (kystfjerne) egne. Mange steder, blandt andet på Lolland og Falster, var netværket så tæt, at købstæderne dårligt kunne opnå et opland af betydning. En del af denne tæthed skal ses i lyset af nærheden til Hansastæderne langs Østersøens sydkyst, men også de vigtige vandveje gennem Øresund og i Vadehavet medvirkede til købstæders opkomst i disse områder; en del købstæder opstod i tilknytning til sikringen af overfart mellem landsdelene. De fleste købstæder lå tillige i tilknytning til datidens "hovedvejsnet", hærstræderne eller hærvejene, og den del af dette vejnet, der løb igennem købstaden, fik ofte navnet "Algade" (fx Holbæk).
Følgen af de tætte købstadsnetværk var, at en del købstæder med tiden atter mistede deres rettigheder, mens omvendt mere levedygtige steder med tiden fik tillagt sig købstadsrettigheder. Fra tid til anden gjorde kongemagten forsøg på ved mere eller mindre udtalt tvang at ændre købstadsbeliggelsesfordelingen, men ofte kun med ringe held.

## Købstædernes byplaner
Det er sandsynligt, at de fleste middelalderlige købstæder er mere eller mindre planlagte med regulerede gadenet og torveplads og med en opdeling af bygrunde med faste eller regulerede mål. I takt med byens vækst blev baggader anlagt parallelt med hovedgaden og med nye bygrunde udstukket, blandt andet langs bagsiden af de oprindelige grunde. Den derved opståede byplan fik betydning for købstadens sociale geografi (standsinddelingen) helt frem til den industrielle tid, hvor der atter skete en forandring. I hele denne tid boede købstadens overklasse (købmandsfamilier med videre) langs hovedgaden, håndværkere i de næstmest tiltrækkende områder, mens byens dårligst stillede blev henvist til yderområder. Man skelner mellem to slags middelalderkøbstæder: strandkøbing og akselkøbing. Akselkøbingen fik sit navn af, at den lå inde i landet, hvorfor varerne fra oplandet blev bragt til torvet med vogne, på hjul og aksel. Mens torvet i nogle købstæder fra starten var planlagt som sådant (Assens, Fåborg og Nakskov er eksempler herpå), klarede man sig andre steder med udvidelser af byens hovedgade, Algaden (således i Holbæk).
Senere købstadsanlæg skete ligeledes efter regulære byplaner. Dette gælder ikke mindst de købstæder, der blev anlagte som led i rigets forsvar, således Christianspris, Fredericia, Kristianstad, Kristianopel, Hørsholm, Frederiksværk og andre, ligesom man i gamle byer forsøgte at indpasse nye byplaner i de gamle strukturer (fx Nyboder i København). Kendetegnende for renæssancens og enevældens anlagte købstæder er således byplaner med symmetrier og geometriske former, gadeplaner med radiale eller rektangulære former, ligesom fæstningsanlægget blev anlagt med en rundkredsagtig form, polygonale fæstningslinjer med fremspringende, flerkantede bastioner og voldgrave foran.

## Købstædernes alder og historie

### Jernalder og vikingetid (indtil 1050)
Wiker (handels- og centralpladser) kendes fra romersk jernalder, germansk jernalder og vikingetid. De mest kendte wiker fra germansk jernalder og vikingetid er Hedeby ved Slien, Dankirke og Ribe ved Vadehavet, Lindholm og Sebbersund ved Limfjorden, Stentinget i Vendsyssel, Gudme på Fyn, Tissø, Boeslunde og Lejre på Sjælland, Sorte Muld på Bornholm, Slöinge i Halland og Uppåkra i Skåne. I omgivende lande kendes Helgø og Birka i Mäleren, Kaupang ved Oslofjorden med flere. Kendetegnende er, at de fleste af disse steder opgives henimod vikingetidens ophør. De opstod i kraft af en fordelagtig beliggenhed for fjernhandel og af en handlingskraftig stedlig leder eller ledelse men stod og faldt med denne og evnen til at fastholde handelen. Wikerne lader sig i historisk tid bedst sammenligne med udskibningssteder, ladesteder og skipperbyer, hvis trivselsgrundlag var lige så stærkt eller skrøbeligt.

### Middelalderen (1050-1536)
De ældste bebyggelser, som siden fik købstadsprivilegier, stammer fra vikingetiden. Kendetegnende er, at de fleste købstæder anlagdes ved åer eller mindre vandløb, ofte på steder hvor disse krydsedes af vejforbindelser og hvor der var overfart eller vadested. Medvirkende ved denne beliggenhed synes dels at være muligheden for at sejle til og fra staden med den ikke særligt dybtgående skibstype, der var i brug indtil omkring år 1200. Desuden synes vandløbene at have haft betydning ved vandforsyning til husholdninger og vandkrævende virksomhed, blandt andet ferskvandsfiskeri og driften af vandmøller. Vandmølledrift i købstæder kendes blandt andet fra Ribe, Vejle og Roskilde. Nogle udviklede sig i kraft af en domkirke eller et kloster, andre som torvekøbinger, der skyldte handelen deres opkomst, og atter andre var borgbyer, der voksede op i ly af et af 1100-tallets nye borganlæg. Flere af de tidlige købstæder var tillige tidlige udmøntningssteder, således Hedeby/Slesvig by, Ribe, Århus, Randers, Viborg, Aalborg, Odense, Slagelse, Ringsted, Roskilde, Lund og Tommarp. Kun undtagelsesvis fandt udmøntning sted uden for købstæderne. Fra 1200-tallet blev det reglen, at et marked ikke kunne holdes uden kongelig tilladelse.
Omkring 1070 omtaler Adam af Bremen en række civitas, det vil sige biskopsæder eller domkirkebyer: Slesvig, Ribe, Viborg, Århus, Odense, Roskilde og Lund. Roskilde omtaltes som kongesæde. Desuden nævnes Aalborg og byer ved de østjyske fjorde uden nærmere angivelse. Ringsted og Slagelse omtales allerede inden år 1100 som købstæder. 1140 gav Erik Lam Næstved torveprivilegier.
Omkring 1200 talte det danske område følgende købstæder:
- Flensborg (Sønderjylland) (Flænsburgh)
- Helsingborg (Skåne) (Halsingburgh)
- Hjørring (Nørrejylland) (Jhoringy)
- Horsens (Horsnæs) (Nørrejylland)
- Kalundborg (Kalundeburgh) (Sjælland)
- København (Sjælland) (Haffn)
- Lomma (Skåne) (Lummæ)
- Lund (Skåne)
- Næstved (Sjælland) (Neswit)
- Odense (Fyn) (Othænsheret)
- Randers (Nørrejylland) (Rondrus)
- Ribe (Nørrejylland) (Ripis)
- Ringsted (Sjælland) (Ryngstath)
- Roskilde (Sjælland) (Roskildis)
- Slagelse (Sjælland) (Slauløsæ)
- Slangerup (Sjælland) (Slangæthorp)
- Slesvig by (Sønderjylland)
- Svendborg (Fyn) (Sinnæbuuhr)
- Søborg (Sjælland) (Syoburgh)
- Tommarp (Skåne) (Tummathorp)
- Tønder (Sønderjylland) (Tundær)
- Viborg (Nørrejylland) (Vibiærgh)
- Aalborg (Nørrejylland) (Aleburgh)
- Aarhus (Nørrejylland)[15] (Arus)

Den magtpolitiske forskydning i Østersøområdet under Valdemarerne frem til 1225, hvor den danske rolle i samhandelen brydes, fik stor betydning for opvæksten af en række danske købstæder, således Kolding, Haderslev, Aabenraa, Sønderborg, Flensborg, Assens, Fåborg, Svendborg, Rudkøbing, Nakskov, Sakskøbing, Stege, Skælskør, Næstved, Vordingborg og Køge.
Den krise, som ramte landet med Den sorte død i 1348 bevirkede, at nogle af de gamle købstæder mistede deres købstadsrettigheder, således Skibby og Søborg på Sjælland, Borre på Møn og Herrested på Fyn.
Erik af Pommern gjorde som konge ihærdige forsøg på at styrke købstæderne: Købstadsforordningen af 1422 indskærpede købstædernes monopol på handel og håndværk. Dette var især vendt mod hansekøbmændene, der mange gange købte deres varer direkte fra danske godsejere, bønder og fiskere. Med den nye forordning sikrede man, at der kom en dansk købmand som mellemhandler. Forordningen gav også hvert håndværkerlav eneret på udførelse af arbejde indenfor deres fagområde.
Købstæderne fik også udvidet selvstyre. Det daglige ansvar med kontrol af håndværk og handel samt udligning af skatter skulle varetages af 2 borgmestre og 6 til 12 rådmænd, der blev valgt blandt byens større handelsfolk. Byrådsarbejdet var ikke lønnet, men efterhånden gav stillingen en række privilegier bl.a. fratagelse af byskat, og ofte fik de en særskilt del af byens fællesjord til græsning af deres kreaturer. Ligeledes kunne afgørelser fra bytinget i en række større byer ankes til byrådet, der også mange gange havde domsmyndigheden i handels- og arveretssager.
Endelig oprettede Erik af Pommern et antal nye købstæder: Kerteminde, Skagen, Landskrona, Maribo og Korsør.
Ved reformationen 1536 fandtes i hele Danmark (medregnet Sønderjylland, Skåne, Halland og Blekinge) 85 købstæder. Med et betjeningsopland på 2 mil (det vil sige i en afstand af op til 15 km fra staden) var hele landet vel betjent, bortset fra det indre Jylland, Himmerland, Vendsyssel og de indre dele af Skåne, Halland og Blekinge; til gengæld var de danske øer og dele af især den skånske kyst ofte inden for betjeningsafstand af mere en een købstad, hvilket – alt andet lige – bidrog til at vanskeliggøre disses vækst og velstand.

### Renæssancen (1536-1660)
Det Danmark, der i 1536 fremstod af borgerkrigens og grevefejdens kaos, var i høj grad præget af krigens hærgninger, dels de egentlige krigshandlinger, dels de hårde skatteudskrivninger og plyndringer. Ikke desto mindre lykkedes det ret hurtigt ikke blot at udbedre skaderne men tillige at bringe landet ind i en tid med velstand og fremgang. Baggrunden herfor var en stærkt stigende efterspørgsel efter fødevarer i Vest- og Mellemeuropa, hvilket atter hang sammen med en voksende befolkning, ikke mindst i byerne. Det lykkedes kong Christian 3. og hans dygtige rådgivere, blandt andre kansleren Johan Friis og rentemesteren Eskil Oxe at udnytte de gode tilstande til rigets fordel. Især studehandelen oplevede et opsving, hvilket atter betød, at de store kvægopdrættere – kronen og hovedgårdene – tjente gode penge på at sende stude sydover til Hamborg, Lybæk og Stade, hvorfra de fortsatte til Oldenborg, Rhinlandet, Holland eller Brabant. Denne udvikling blev begunstiget af, at der allerede ved Christian 2.s landlov fra 1521 var givet forbud mod udførsel af græsøksne, og ved forordning af 15. juli 1524 blev givet adelen, bisperne og kronen eneret til at opfede stude på indkøbt foder mens andre måtte nøjes med det foder, man selv havde avlet. Også købstæderne nød i nogen grad fordele af denne udvikling: blandt dem, der deltog i denne studehandel, var købmanden Jens Bang i Aalborg.
Tiden fra omkring 1550 og frem til omkring 1800 var præget af merkantilismen, en tankegang gående ud på at sikre sig en gunstig handelsbalance, hvor værdien af udførslen oversteg værdien af indførslen og derved sikrede landet et overskud i penge, desuden at virke for oprettelsen af nye industrier og at fremme handelen ved monopoler, toldbeskyttelse og støtte til virksomheder og handelskompagnier, herunder ved at oprette virksomheder drevet for statens regning. Bag hele denne virksomhed stod målet: at styrke riget og statsmagten.
Det andet hensyn, der spillede en stor rolle i Kronens købstadspolitik, var forsvarsmæssige forhold. Flere fæstninger blev udtænkt, nogle bygget og – for at tilgodese rigets udvikling – tillige ofte forsynet med købstadsprivilegier til næringslivets fremme.
Fra reformationen frem til enevældens indførelse oprettede Christian 4. (eller i det mindste forsøgte at oprette) et antal nye købstæder:
- Kristianopel (Blekinge) 1600,[samtidig nedlagdes Avskær, Lykå og Elleholm]
- Ny-Varberg (Halland) 1613, [samtidig nedlagdes Gamleby og Nyby]
- Kristianstad (Skåne) 1615,
- Christianshavn (Amager) 1619,
- Sorø (Sjælland) 1638,
- Ballum (Sønderjylland) 1642,

Flere af disse var fæstningsbyer og anlagt først og fremmest af militærstrategiske årsager. Foruden de nævnte havde kronen flere andre projekter, således en omflytning af Bredsted i Sønderjylland omkring 1615. Derudover anlagdes nye købstæder i Norge og i Holsten.
Sideløbende forsøgte Christian 4. med ulige tiltag for at fremme købstædernes udvikling: tiltag efter tiltag blev sat i gang, fx nye kompagnier omkring 1620: 1619 Islandske Kompagni, 1620 Klædekompagniet, 1621 Østersøkompagniet og Guineakompagniet. Alle modtog de omfattende støtte fra statens side uden, at det hjalp stort.
Ligeledes stod han for opførelsen af adskillige nye bygninger i København: Børsen, Tøjhuset, Provianthuset, Trinitatis Kirke, Rundetårn, Regensen, Holmens Kirke, Rosenborg – samt bydelen Nyboder. Hvortil kommer købstaden Christianshavn på Amager, der trods sin formelt selvstændige stilling indgik som et led i det samlede, københavnske fæstningsværk.
Christian 4.s mange tiltag fik dog kun begrænset betydning for købstadsudviklingen. Ulige tilbageslag i form af krige, økonomiske kriser, brande, oversvømmelser og sygdomsepidemier bevirkede, at der alt i alt var tale om stagnerende samfund. Kort før sin død udfærdigede kongen 1647-48 et forhandlingsoplæg til rigsrådet, hvori det blandt andet siges, at "det vil holdes i agt, at man erlanger en vis stabel i København til de fremmede, som dér kan være fri i deres huse og logementer til at ekscersere deres religion, aldenstund kommercium intet slår til ved vore egne at drive til disse rigers forbedring".

#### Krige, kriser og epidemier (1625-1660)
Den fremgang, som landet oplevede i de første menneskealdre efter reformationen, vendte til en stadig mere alvorlig krise fra midten af 1620-erne. Baggrunden herfor var ikke mindst udenrigspolitikken, hvor landets inddragelse i Kejserkrigen (1627-1629), Torstenson-krigen (1643-1645) og sidst – og værst – Karl Gustav-krigene (1657-1660) påførte landet skader og ulykker af et ufatteligt omfang.
Allerede 1654-55 blev dele af landet ramt af pest, og under Karl Gustav-krigene ramtes landet af en ny bølge. Folk døde i tusindvis, utallige prøvede at flygte, blandt andet til Ribe der nærmest omdannedes til en kæmpemæssig flygtningelejr. Ødegårde og øde tomter bredte sig overalt i landet. Utallige gårde var "ruineret". Også købstæder blev hårdt ramt af pesten, især Ribe, Varde, Fredericia, Vejle, Horsens, Kolding og Aabenraa. Det er beregnet, at omkring en sjettedel (14-17%) af alle kongerigets indbyggere (omkring 110-120.000 af i alt omkring 800.000 indbyggere) døde under krigen.
Kort tid før Karl Gustav-krigene havde Frederik 3. grundlagt to nye fæstninger og købstæder:
- Fredericia (Nørrejylland) 1650,
- Hals (Nørrejylland) 1654.

Baggrunden for disse var den ændrede tilstand efter Torstenson-krigen. Ved freden i 1645 havde Danmark-Norge måttet afstå Halland for en 15-årig periode. Dermed var den faste landforbindelse mellem Skåne i syd og Norge i nord blevet afbrudt. Hvor sejladsen mellem de to kongeriger tidligere havde kunnet ske langs den hallandske kyst, var danske skibe nu henvist til at sejle langs den jyske østkyst indtil Fladstrand og derfra den korteste rute over Kattegat til Marstrand, hvorfra sejladsen videre nordover atter kunne ske langs en kyst på den danske konges hænder. Hals blev oprettet dels for – sammen med Marstrand – at kunne kontrollere (så vidt muligt) farvandet på dette strategisk vigtige sted (og dermed tillige sikre, at Sverige – trods besættelsen af Halland – alligevel ikke havde fri adgang til verdenshavet mod vest), dels at beskytte indsejlingen til Limfjorden, lige som stedet var velbeliggende for et toldsted for hele Limfjordsområdet. Fredericia lå på det vigtige sted Bersodde, hvor muligheden for at beskytte overfarten mellem Fyn og Jylland fra et eventuelt svensk angreb over Kattegat var bedst. Begge steder fik tillige tildelt købstadsrettigheder.

### Enevælden indtil landboreformerne (1660-1780)
Kun få nye købstæder oprettedes under den ældre enevælde:
- Frederikssund på Sjælland i 1665 og
- Frederiksort i Sønderjylland i årene 1663-67.

Frederikssund udviklede sig som en slags ladeplads for købstaden Slangerup men satte med tiden denne i skyggen.
Dertil kom fæstningsanlægget i Fladstrand. Dettes oprettelse synes til dels at være sket i lyset af freden i København 1660, hvor Danmark måtte afstå ikke blot Skånelandene men tillige Bohuslen med Marstrand. Derved forøgedes behovet for et udskibningssted så nordligt i Jylland som muligt, og havnen ved Fladstrand var efter forholdene en af de bedste muligheder, der fandtes. Stedet kunne således tjene såvel handelsmæssige som forsvarsmæssige hensyn, men af disse synes sidstnævnte i begyndelsen at have vejet tungest.
Atter igen efter enevældens indførelse forsøgte man sig med oprettelse af handelskompagnier for fjernhandelen: 1662 Islandsk Kompagni, 1670 Ostindisk Kompagni, 1671 Vestindisk Kompagni, 1672 Guinesisk Selskab. Desuden forsøgte man at ophjælpe industriel virksomhed, blandt andet tobaksspinderier. Man indkaldte fremmede håndværkere ved forordninger i 1671, 1681, 1682, 1688, 1698 og 1705. Ved købstadsforordningen af 1682 blev der givet København og 25 steder. eneret på udenrigshandel, men allerede 1689 måtte ordningen atter opgives. Adskillige købstæder havde forholdsvis mange landbrugere, skønt dette ikke skulle være deres hovednæringsvej. I Rentekammeret, der havde en central rolle i de mange tiltag, formuleredes 1685 erfaringen: "Det er ikke venteligt, at købstæderne skal rejse sig, så længe bonden ikke er ved magt" Ganske vist fik købstæderne et vist indslag af fremmede, men nogen blomstrende fremgang for næringslivet skete ikke.
Antallet af købstæder var lille, og de fleste af disse forblev meget små gennem hele 1700-tallet; Endnu i 1801 havde de fleste danske købstæder og flækker kun nogle få hundrede indbyggere. Kendetegnende var det, at de største købstæder lå i Sønderjylland og Holsten.
| Oversigt over Købstædernes indbyggertal indtil 1801 | Oversigt over Købstædernes indbyggertal indtil 1801 | Oversigt over Købstædernes indbyggertal indtil 1801 | Oversigt over Købstædernes indbyggertal indtil 1801 | Oversigt over Købstædernes indbyggertal indtil 1801 | Oversigt over Købstædernes indbyggertal indtil 1801 | Oversigt over Købstædernes indbyggertal indtil 1801 | Oversigt over Købstædernes indbyggertal indtil 1801 | Oversigt over Købstædernes indbyggertal indtil 1801 | Oversigt over Købstædernes indbyggertal indtil 1801 |
| Købstad                                             | 1672                                                | 1769                                                | 1787                                                | 1801                                                | Købstad                                             | 1672                                                | 1769                                                | 1787                                                | 1801                                                |
| --------------------------------------------------- | --------------------------------------------------- | --------------------------------------------------- | --------------------------------------------------- | --------------------------------------------------- | --------------------------------------------------- | --------------------------------------------------- | --------------------------------------------------- | --------------------------------------------------- | --------------------------------------------------- |
| Allinge                                             | -                                                   | 303                                                 | 338                                                 | 337                                                 | Odense                                              | 3.808                                               | 5.464                                               | 5.363                                               | 5.782                                               |
| Assens                                              | 1.084                                               | 1.139                                               | 1.356                                               | 1.443                                               | Præstø                                              | 435                                                 | 385                                                 | 402                                                 | 480                                                 |
| Bogense                                             | 438                                                 | 430                                                 | 552                                                 | 760                                                 | Randers                                             | 2.036                                               | 2.901                                               | 3.645                                               | 4.562                                               |
| Ebeltoft                                            | 817                                                 | 563                                                 | 591                                                 | 598                                                 | Ribe                                                | 1.939                                               | 2.130                                               | 2.587                                               | 1.994                                               |
| Fredericia                                          | 1.591                                               | 2.813                                               | 3.066                                               | 3.474                                               | Ringkøbing                                          | 623                                                 | 508                                                 | 465                                                 | 771                                                 |
| Frederikssund                                       | -                                                   | 216                                                 | 190                                                 | 262                                                 | Ringsted                                            | 700                                                 | 705                                                 | 730                                                 | 817                                                 |
| Fåborg                                              | 841                                                 | 1.136                                               | 977                                                 | 1.061                                               | Roskilde                                            | 2.196                                               | 1.711                                               | 1.871                                               | 1.768                                               |
| Grenå                                               | 453                                                 | 704                                                 | 686                                                 | 760                                                 | Rudkøbing                                           | 478                                                 | 814                                                 | 925                                                 | 1.141                                               |
| Haderslev                                           | -                                                   | 3.141                                               | -                                                   | 3.635                                               | Rødby                                               | -                                                   | 650                                                 | 725                                                 | 776                                                 |
| Hasle                                               | -                                                   | 435                                                 | 440                                                 | 513                                                 | Rønne                                               | -                                                   | 2.058                                               | 2.130                                               | 2.436                                               |
| Helsingør                                           | 4.033                                               | 3.669                                               | 4.829                                               | 5.282                                               | Sakskøbing                                          | 272                                                 | 424                                                 | 533                                                 | 549                                                 |
| Hillerød                                            | 958                                                 | 1.114                                               | 1.204                                               | 1.214                                               | Sandvig                                             | -                                                   | 218                                                 | 207                                                 | 248                                                 |
| Hjørring                                            | 782                                                 | 598                                                 | 463                                                 | 744                                                 | Skagen                                              | 1.004                                               | 704                                                 | 715                                                 | 834                                                 |
| Hobro                                               | 343                                                 | 492                                                 | 465                                                 | 488                                                 | Skanderborg                                         | -                                                   | 566                                                 | 573                                                 | 488                                                 |
| Holbæk                                              | 879                                                 | 1.223                                               | 1.159                                               | 1.332                                               | Skive                                               | 529                                                 | 438                                                 | 477                                                 | 520                                                 |
| Holstebro                                           | 500                                                 | 688                                                 | 676                                                 | 853                                                 | Skælskør                                            | 617                                                 | 592                                                 | 501                                                 | 567                                                 |
| Horsens                                             | 1.516                                               | 2.738                                               | 2.221                                               | 2.396                                               | Slagelse                                            | 1.832                                               | 1.379                                               | 1.722                                               | 1.732                                               |
| Kalundborg                                          | 1.058                                               | 1.337                                               | 1.375                                               | 1.322                                               | Slangerup                                           | 513                                                 | 414                                                 | 311                                                 | 336                                                 |
| Kerteminde                                          | 642                                                 | 706                                                 | 711                                                 | 1.045                                               | Sorø                                                | 528                                                 | 532                                                 | 509                                                 | 592                                                 |
| Kolding                                             | 1.094                                               | 1.510                                               | 1.659                                               | 1.672                                               | Stege                                               | 656                                                 | 798                                                 | 829                                                 | 917                                                 |
| Korsør                                              | 826                                                 | 1.357                                               | 1.269                                               | 1.219                                               | Store Heddinge                                      | 362                                                 | 514                                                 | 565                                                 | 576                                                 |
| København                                           | 41.500                                              | 70.514                                              | 90.032                                              | 100.975                                             | Stubbekøbing                                        | 511                                                 | 488                                                 | 467                                                 | 467                                                 |
| Køge                                                | 1.643                                               | 1.400                                               | 1.366                                               | 1.527                                               | Svaneke                                             | -                                                   | 562                                                 | 602                                                 | 663                                                 |
| Lemvig                                              | 450                                                 | 320                                                 | 374                                                 | 375                                                 | Svendborg                                           | 1.009                                               | 1.815                                               | 2.025                                               | 1.942                                               |
| Mariager                                            | 370                                                 | 402                                                 | 393                                                 | 414                                                 | Sæby                                                | 670                                                 | 487                                                 | 504                                                 | 517                                                 |
| Maribo                                              | 444                                                 | 506                                                 | 660                                                 | 686                                                 | Sønderborg                                          | -                                                   | 2.692                                               | -                                                   | 2.761                                               |
| Marstal                                             | -                                                   | 760                                                 | 925                                                 | 1.449                                               | Thisted                                             | 1.000                                               | 815                                                 | 910                                                 | 1.068                                               |
| Middelfart                                          | 756                                                 | 736                                                 | 651                                                 | 1.019                                               | Tønder                                              | -                                                   | 2.584                                               | -                                                   | 2.579                                               |
| Nakskov                                             | 1.920                                               | 1.287                                               | 1.375                                               | 1.671                                               | Varde                                               | 569                                                 | 690                                                 | 811                                                 | 1.020                                               |
| Neksø                                               | -                                                   | 1.173                                               | 1.168                                               | 1.274                                               | Vejle                                               | 712                                                 | 957                                                 | 843                                                 | 1.310                                               |
| Nibe                                                | -                                                   | 1.029                                               | 1.001                                               | 1.044                                               | Viborg                                              | 2.704                                               | 2.221                                               | 2.572                                               | 2.379                                               |
| Nyborg                                              | 1.160                                               | 1.637                                               | 1.672                                               | 1.866                                               | Vordingborg                                         | 736                                                 | 802                                                 | 960                                                 | 931                                                 |
| Nykøbing Falster                                    | 861                                                 | 1.039                                               | 1.075                                               | 1.079                                               | Ærøskøbing                                          | -                                                   | 1.138                                               | 1.225                                               | 1.291                                               |
| Nykøbing Mors                                       | 343                                                 | 555                                                 | 531                                                 | 651                                                 | Aabenraa                                            | -                                                   | 2.701                                               | -                                                   | 2.834                                               |
| Nykøbing Sjælland                                   | 463                                                 | 500                                                 | 532                                                 | 615                                                 | Åkirkeby                                            | -                                                   | 361                                                 | 432                                                 | 455                                                 |
| Nysted                                              | 691                                                 | 489                                                 | 627                                                 | 690                                                 | Aalborg                                             | 4.181                                               | 4.425                                               | 4.866                                               | 5.579                                               |
| Næstved                                             | 1.853                                               | 1.404                                               | 1.501                                               | 1.785                                               | Århus                                               | 3.474                                               | 3.837                                               | 4.052                                               | 4.102                                               |

Kilder: Degn (1987) tabel 1; folketællingerne 1769, 1787 og 1801 ifølge de trykte udfald. Købstæder med mere oprettede mellem 1600 og 1801 er vist med kursiv.
Efter den unge enevældes tiltag for oprettelsen af blandede fæstningsanlæg og købstæder gik der mere end et halvt århundrede, inden nye købstæder kom til:
- Nibe (Nørrejylland) 1727,
- Hørsholm (Sjælland) 1739,
- Hillerød (Sjælland) 1750-erne,
- Frederiksværk (Sjælland) 1750-erne,
- Skanderborg (Nørrejylland) ca. 1760,
- Marstal (Ærø) 1760,
- Christiansfeld (Sønderjylland) 1773.

Kendetegnende for disse er, at de fortrinsvis havde økonomiske hensyn bag sig. Til gengæld havde man i det lange tidsrum fra den unge enevælde til afslutningen af Store Nordiske Krig ladet flere steder drive handel, håndværk og skibsfart uden særrettigheder hertil: Allinge-Sandvig, Fladstrand, Løgstør, Nørresundby, Hillerød og Nibe. Kun de to sidstnævnte var med (og da blandt de første), da man atter gav sig i kast med at udnævne nye købstæder.
Købstæderne havde en vis forret til håndværk, handel og skibsfart inden for en vis omkreds (læbæltet) omend dette ikke synes at have haft nogen stor betydning for deres næringslivs trivsel: i adskillige købstæder spillede fiskeri og landbrug en ikke ubetydelig rolle som levevej.

### Tiden fra 1800 til 1970
1818 fik Fladstrand langt om længe købstadsrettigheder og ophævet til købstad under navnet Frederikshavn. Derefter blev egentlige købstadsrettigheder først tildelt igen ved århundredeskiftet: Esbjerg fik købstadsrettigheder i 1899, Løgstør, Silkeborg og Nørre Sundby i 1900, Frederiksværk i 1907, Herning i 1913, Struer i 1917 og endelig Vester Brønderslev i 1921. Fælles for disse byer var, at de havde udviklet sig til oplandsbetjenende industri- og handelsbyer ved egen fremdrift; tildelingen af købstadsstatus var snarere en følge af amtskommunale skatteforhold end udtryk for et behov for at fremme bydannelse i de pågældende egne
Den udvikling, som det danske samfund gennemgik i første halvdel af 1800-tallet, førte kun til mindre ændringer i de befolkningsmæssige – og dermed bebyggelsesmæssige – forhold. Sideløbende med kornhandelstiden oplevede landet en vis afvandring til købstæderne, og omkring midten af århundredet var opstået de første tilløb til forstadsbebyggelser uden for købstædernes administrative område – et forvarsel om den gennemgribende forandring, som da endnu blot var i sin vorden.
Det var først fra omkring midten af 1800-tallet, at det førindustrielle samfund oplevede et begyndende opbrud. Det er skæbnens ironi, at købstædernes virkelige blomstring først indtraf i takt med afviklingen af deres særrettigheder.
Fra midten af 1800-tallet blev købstadsrettighederne udhulet ved nye love. Eneretten til handel blev således indskrænket ved næringsfrihedsloven fra 1857, der trådte i kraft ved nytår 1862. Allerede høkerloven i 1856 havde svækket købstædernes særstilling væsentligt. Indtil 1920 bevarede de dog fortsat eneretten på håndværk og handel i en vis afstand, men denne ret blev undergravet ved muligheder for undtagelser efter samtykke.
Købstæder hørte normalt ikke under amtskommunen. Dette betød blandt andet at byen ikke deltog i amtsrådsvalg. Købstaden havde selv ansvaret for de opgaver som på landet hørte under amtsrådet. De bornholmske købstæder hørte dog under amtskommunen indtil 1959.
I 1958 fik Skjern som den sidste by købstadsrettigheder.
Ved kommunalreformen i 1970 ophævedes sondringen mellem købstadskommuner og landkommuner. Således har ingen af de 81 købstæder i dag nogen særstilling, og betegnelsen købstad er nu kun en historisk titel.

### Købstædernes industrielle udvikling
Når købstæderne som helhed udviste en stærk befolkningsvækst også efter næringsfrihedens indflydelse, skyldes dette ikke mindst en omfattende industriel udvikling. Allerede fra begyndelsen af 1800-tallet blev købstæder inddraget i en industrialisering, omend i begyndelsen såre beskeden og oftest i form af dampdrevet industri. Aarhus havde således allerede omkring midten af 1800-tallet 3 både- og skibsbyggerier, 2 bogtrykkerier, 6 ølbryggerier, 10 brændevinsbrænderier, 1 svovlstikkefabrik, 1 finerskæreri, 8 garverier og felberederier, 3 jernstøberier, 4 kalkbrænderier, 2 limfabrikker, 1 oliemølle, 1 saltraffinaderi, 1 strømpefabrik, 2 sæbesyderier, 2 teglbrænderier, 6 tobaksfabrikker, 2 vatfabrikker, 4 bomulds- og linnedvæverier, 2 instrumentfabrikker, 1 chikoriefabrik, 2 nålefabrikker, 4 vognfabrikker, 9 farverier, 3 lysestøberier, 1 eddikebryggeri, 1 bryggeri for bayersk øl samt lige uden for byen 1 sukkerrafinaderi og 1 sømfabrik. Aalborg havde blandt andet 1 cementfabrik, 1 kemisk fabrik, 3 dampbrænderier, 2 dampbagerier, 1 dampfarveri og valkemølle, 1 dampmelmølle, 1 glasværk, 1 jernstøberi og maskinværksted, 1 klædefabrik og valkemølle, 1 saltraffinaderi, 1 svinesalteri, 1 sæbesyderi, 2 tobaksfabrikker, 3 teglbrænderier, 3 ølbryggerier, 2 bogtrykkerier, betydelige skibsbyggerier og flere væverier. Viborg havde blandt andet 1 bogtrykkeri, 3 ølbryggerier, 4 brændevinsbrænderier, 4 garverier, 1 handskefabrik, 1 jernstøberi, 1 masinfabrik, 2 maltgørerier, 1 vandmølle, 1 vindmølle, 1 stivelsesfabrik, 2 strømpefabrikker, 1 teglbrænderi, 1 tobaksfabrik og 1 vatfabrik. Blandt de mindre købstæder kan nævnes, at Hjørring havde 4 jernstøberier, 3 dampbrænderier, 1 ølbryggeri, dampmølle med dampbageri, Sæby havde 1 klædefabrik, 1 jernstøberi og 1 kalkbrænderi, Frederikshavn havde 1 bogtrykkeri, 2 kalkværker og 1 cigarfabrik osv. osv. Næsten samtlige købstæder kunne udvise et beskedent antal industrier men dog en begyndelse. Blot frem til begyndelsen af 1870-erne voksede antallet af industrier i købstæderne betydeligt, og for flere købstæder kan industriarbejdernes andel af befolkningen omkring 1870 sættes til 4-10%. For 1872 er det samlede antal industrivirksomheder i kongeriget opgjort til 1.527 med 37.000 ansatte, heraf i København 445 virksomheder med 16.800 ansatte og i købstæder (og handelspladser) 601 virksomheder med 12.111 ansatte, men der i landdistrikter var 481 virksomheder med 8.359 ansatte.
I det følgende halve århundrede nåede købstædernes industrielle vækst sit højdepunkt. Ved den såkaldte erhvervstælling fra 1925 opgjordes købstædernes antal af industrier således: 3 provinsbyer havde over 10.000 industriarbejdere – Aarhus havde 1857 virksomheder med 15.027 ansatte, Odense 1582 virksomheder med 13.378 ansatte og Aalborg-Nørresundby 1263 virksomheder med 11.040 ansatte. Til en mellemgruppe hørte Horsens med 810 virksomheder og 5545 ansatte, Vejle med 721 virksomheder og 4631 ansatte, Randers med 784 virksomheder og 4160 ansatte, Esbjerg med 599 virksomheder og 3651 ansatte og Kolding med 557 virksomheder og 3354 ansatte. Fredericia, Svendborg, Nakskov, Helsingør, Silkeborg, Roskilde, Næstved, Nykøbing Falster, Slagelse og Sønderborg havde over 2000 industriansatte, 18 provinsbyer over 1000 ansatte og kun Allinge-Sandvig med 499 industriarbejdere havde under 500 industriansatte. Allerede i 1911 udgjorde de ansatte inden for håndværk og industri i Helsingør, Frederiksværk, Holbæk, Maribo, Nakskov, Nykøbing F, Stubbekøbing, Odense, Middelfart, Svendborg, Faaborg, Vester Brønderslev, Nykøbing M, Aalborg-Nørresundby, Grenå, Aarhus, Horsens, Silkeborg, Vejle, Kolding, Holstebro og Herning 40-50% sysselsatte af indbyggerne. Ingen tvivl om, at industri var blevet den bærende næringsvej i købstæderne.

### Købstædernes fiskerimæssige udvikling
For en række købstæder har også fiskeriet spillet en betydelig rolle. I 1929 opgjordes således antallet af erhvervsfiskere til i Esbjerg 1105, Skagen 600, Frederikshavn 580, Kerteminde 200, Grenaa 190, Lemvig 140, Faaborg 118, Korsør 90, Sæby 72, Aarhus og Nyborg 70 hvortil kom de bornholmske købstæder.

### Købstædernes handelsmæssige udvikling
I forlængelse den befolkningstilstrømning til købstæderne (og deres forstæder), som ikke mindst industriudviklingen bevirkede, fik også købstædernes handel gode tider. Hvad, man tabte til stedlige handlende i de nye byer (stationsbyer og vejbyer) i forlængelse af næringsfrihedens indførelse, blev fuldt ud modvirket dels af nye kunder i form af (tilflyttede) industriansatte, dels ved engroshandel.
For engroshandelens vedkommende blev det ved erhvervstællingen 1925 opgjort, at provinsbyernes antal af virksomheder inden for denne næringsgren var: i Aarhus 206, Odense 183, Aalborg-Nørresundby 117, Esbjerg 100, Randers 61, Kolding 65, Horsens 55, Vejle 56, Haderslev 44, Sønderborg 48, Svendborg 29, Aabenraa 33, Nykøbing Falster 27, Nakskov 29, Roskilde 31, Holbæk 17, Fredericia 29, Korsør 17, Slagelse og Hjørring 24, Kalundborg 8. Engroshandelen var i ikke ubetydelig udstrækning knyttet til tilstedeværelsen af en god, dyb og sikker havn, og skibsfarten spillede da også i sig selv en stor rolle i mange provinsbyer. Megen godstransport til landets indre dele skete i mellemkrigstiden fra havnebyerne med jernbane, omend lastbilfragten voksede. Engroshandelen forekom især inden for kolonialvarebranchen, korn- og foderstoffer samt handel med landbrugsvarer. En vigtig rolle spillede tillige datidens mange provinsbanker og -sparekasser, kredit- og hypotekforeninger, forsikringsselskaber, hotel- og restaurationsbranchen samt forlystelseslivet.

### Købstædernes administrative udvikling
Det var uundgåeligt, at købstæderne vedvarende spillede en stor rolle ved udbydelsen af offentlige tjenester, således politi- og retsvæsen, kirkelige myndigheder (stiftsmyndigheder), garnisonsvæsen, undervisningsvæsen (gymnasier, tekniske skoler, handelsskoler, navigationsskoler, statsseminarier), sundhedsvæsen (sygehuse) samt forvaringsanstalter (sindssygevæsen, straffeanstalter).